# Besleria sprucei
Besleria sprucei là một loài thực vật có hoa trong họ Tai voi. Loài này được Britton ex Rusby mô tả khoa học đầu tiên năm 1900.